# Paralisia cerebral
Paralisia cerebral (PC) é um grupo de perturbações do movimento permanentes que surge durante o início da infância. Os sinais e sintomas variam entre pessoas. Os sintomas mais comuns são má coordenação motora, rigidez muscular, fraqueza muscular e tremores. Podem também verificar-se dificuldades a nível dos sentidos, visão, audição, deglutição e fala. É frequente que os bebés com paralisia cerebral comecem a rebolar, sentar, gatinhar ou caminhar mais tarde do que outras crianças da mesma idade. Em cerca de um terço das pessoas com PC verificam-se dificuldades ao nível da cognição e convulsões epilépticas. Embora os sintomas se possam tornar mais evidentes ao longo dos primeiros anos de vida, os problemas que estão na sua origem não se agravam com o tempo.
A paralisia cerebral é causada pelo desenvolvimento anormal ou lesões nas partes do cérebro que controlam o movimento, equilíbrio e postura. Na maior parte dos casos estes problemas ocorrem durante a gravidez. No entanto, podem também ocorrer durante o parto ou imediatamente após o parto. Muitas vezes a causa é desconhecida. Entre os fatores de risco estão, entre outros, o parto prematuro, a ocorrência de gémeos, algumas infeções durante a gravidez como a toxoplasmose ou rubéola congénita, a exposição a metil mercúrio durante a gravidez, complicações no parto e trauma craniano durante os primeiros anos de vida. Acredita-se que cerca de 2% dos casos se devam a causas genéticas hereditárias. Alguns sub-tipos são classificados de acordo com os problemas específicos que se manifestam. Por exemplo, as pessoas com rigidez muscular apresentam paralisia cerebral espástica, as pessoas com má coordenação apresentam paralisia cerebral atáxica e as pessoas com movimentos instáveis apresentam paralisia cerebral atetoide. O diagnóstico tem por base o desenvolvimento da criança ao longo do tempo. É possível o recurso a análises ao sangue e imagiologia médica para descartar outras possíveis causas.
A paralisia cerebral é parcialmente evitável através de vacinação da mãe e de cuidados de segurança no sentido de evitar lesões cerebrais nas crianças. Não existe cura para a doença. No entanto, existem tratamentos de apoio, medicação e cirurgia que podem ajudar muitas das pessoas. Entre estes estão a fisioterapia, terapia ocupacional e terapia da fala. Alguns medicamentos, como o diazepam, o baclofeno e a toxina botulínica, podem ajudar a relaxar os músculos. Entra as opções cirúrgicas estão o alongamento muscular e o corte de nervos hiperativos. Pode ser ainda possível o recurso a ortóteses ou outras tecnologias de apoio. Com tratamento adequado, algumas crianças afetadas conseguem alcançar em adultos uma qualidade de vida próxima do normal. Embora seja comum o recurso a medicina alternativa, não há evidências que apoiem a sua eficácia.
A paralisia cerebral é o distúrbio de movimento mais comum em crianças, afetando cerca de 2,1 em cada 1000 nados-vivos. Ao longo da História, têm sido documentados inúmeros casos de paralisia cerebral As primeiras descrições conhecidas são as da obra de Hipócrates do século V a.C. O estudo sistemático da condição teve início no século XIX através de William John Little. A denominação da condição foi feita por William Osler, a partir do termo alemão "zerebrale Kinderlähmung" (paralisia cerebral infantil). Estão atualmente a ser investigados uma série de potenciais tratamentos, entre os quais a terapia com células estaminais. No entanto, é ainda necessário aprofundar a investigação de modo a determinar a sua eficácia e segurança.

## Causas
Como foi citado anteriormente, suas causas encontram-se nos três períodos da gestação (antes, durante ou após).
- Pré-natais:
  - Infecções: rubéola, sífilis, listeriose, citomegaloviruss, toxoplasmose e AIDS;
  - Uso de drogas, tabagismo, álcool;
  - Desnutrição materna;
  - Alterações cardiocirculatórias maternas.
- Peri-natais:
  - Anóxia;
  - Hemorragias intracranianas;
  - Traumas obstétricos (durante o parto);
- Pós-natais:
  - Traumas cerebrais;
  - Meningites;
  - Convulsões;
  - Desnutrição;
  - Hidrocefalia.

O cérebro é o órgão que controla todas as funções do organismo e para isso necessita do oxigênio. A falta deste nutriente é uma das maiores causas de lesão cerebral, trazendo prejuízo para o desenvolvimento.
O sistema nervoso central é formado pelo cérebro e medula espinhal, seu desenvolvimento inicia dentro do útero e continua até os 21 anos de idade. Conforme as etapas de desenvolvimento do cérebro, as suas áreas vão criando novas conexões, desta forma as lesões cerebrais têm efeitos diferentes. Após ser lesado, o sistema nervoso passa a contar com as áreas não afetadas para continuar a exercer as suas funções, porém é possível que ele consiga estabelecer algumas novas redes nervosas. Esta capacidade é conhecida como neuro-plasticidade.
Entretanto, como a paralisia cerebral é raramente diagnosticada até pelo menos vários meses após o nascimento, a causa precisa da lesão cerebral numa criança é frequentemente especulativa.

## Classificação
Os pacientes com paralisia cerebral possuem principalmente comprometimento motor, influenciando no seu desempenho funcional. Segundo Schwartzman (1993) e Souza & Ferraretto (1998), a paralisia cerebral pode ser classificada por: tipo de disfunção motora extrapiramidal ou discinético (atetoide, coreico e distônico), atáxico, misto e espástico; ou pela topografia das lesões (localização no corpo), que inclui tetraplegia, monoplegia, diplegia e hemiplegia. A forma espástica é a mais encontrada e frequente em 88% dos casos.3, 4
Quanto a disfunção motora:
- Atetoide: caracterizada por movimentos involuntários; neste tipo, os movimentos são involuntários devido a um estímulo ineficaz e exagerado que o cérebro envia ao músculo, não sendo capaz de manter um padrão;
- Coreico: acomete crianças e jovens do sexo feminino com movimentos involuntários e descoordenados dos membros e dos músculos da face (Dança de S. Guido);
- Distônico: incoordenação do tônus muscular;
- Atáxico: dificuldade de coordenação motora (tremores ao realizar um movimento);
- Mistos: quando apresentam pelo menos dois tipos associados de alteração do movimento (exemplo: espástico e atetoide);
- Espástico: ocorre uma lesão do córtex cerebral, diminuindo a força muscular e aumentando o tônus muscular. A tensão muscular encontra-se aumentada notada ao realizar algum alongamento da musculatura ou mesmo um estiramento.

Quanto a topografia da lesão
- Tetraplegia (hemiplegia bilateral ou quadriplegia): ocorrendo em 9 a 43% dos casos, com lesões difusas bilateral no sistema piramidal apresentando tetraparesia espástica com retrações em semiflexão severas, síndrome pseudobulbar (hipomimia, disfagia e disartria), e até microcefalia, deficiência mental e epilepsia.
- Diplegia: surge em 10 a 30 % dos pacientes, sendo mais comum em prematuros, comprometendo os membros inferiores, podendo apresentar hipertonia dos músculos adutores, denominado síndrome de Little (cruzamento dos membros inferiores e marcha "em tesoura"). Existem vários graus para classificar a intensidade do distúrbio, podendo ser pouco afetado (com um prognóstico bom, sendo capaz de se adaptar à vida diária) ou graves com limitações funcionais. Ao 1º ano de vida, a criança pode se apresentar hipotônica, passando para distonia intermitente, com tendência ao opistótono quando estimulada. Nos casos mais graves a criança pode permanecer num destes estágios por toda a sua vida, porém geralmente passa a exibir hipertonia espástica, inicialmente extensora e, finalmente, com graves retrações semiflexoras.
- Hemiplegia: é a mais comum de todas, comprometendo mais o membro superior; acompanhada de espasticidade, hiperreflexia e sinal de Babinski. O padrão hemiplégico caracteriza-se pela postura semiflexora do membro superior, com o membro inferior hiperestendido e aduzido, e o pé em postura equinovara, podendo aparecer ser encontrado hipotrofia dos segmentos acometidos, hemi-hipoestesia ou hemianopsia.

Associado ao distúrbio motor, o quadro clínico pode incluir:
1. Deficiência cognitiva: ocorre de 30 a 70% dos pacientes. Está mais associada às formas tetraplégicas, diplégicas ou mistas;
2. Epilepsia: varia de 25 a 35% dos casos, ocorrendo mais associado com a forma hemiplégica ou tetraplégica;
3. Distúrbios da linguagem;
4. Distúrbios visuais: pode ocorrer perda da acuidade visual ou dos movimentos oculares (estrabismo);
5. Distúrbios do comportamento: são mais comuns nas crianças com inteligência normal ou limítrofe, que se sentem frustradas pela sua limitação motora, quadro agravado em alguns casos pela super proteção ou rejeição familiar;
6. Distúrbios ortopédicos: mesmo nos pacientes submetidos à reabilitação bem orientada, são comuns retrações fibrotendíneas (50%) cifoescoliose (15%), "coxa valga"(5%) e deformidades nos pés.

Nota:
- Hemi-hipoestesia: diminuição da sensibilidade de uma metade do corpo;
- Hemianopsia: deficit visual de um lado;
- Opistótono: posição assumida pelo corpo, durante os ataques convulsivos, em que ele fica de tal maneira arqueado que pode ficar levantado da cama unicamente pelos calcanhares e pela cabeça.

## Diagnóstico
O diagnóstico está ligado ao atraso no desenvolvimento neuropsicomotor com associação ou não de outros sintomas. A criança apresenta alguns reflexos indevidos para sua idade e dificuldade em adquirir outros próprios de sua idade atual.
Uma boa avaliação da criança com anamnese e exame físico detalhado auxiliam na definição precisa do tipo de distúrbios do sistema nervoso central. Conforme a intensidade e o tipo de anormalidades neurológicas, um eletroencefalograma (EEG) e tomografia computadorizada (TC) podem ser úteis para identificar o local e a extensão das lesões ou malformações congênitas. Outros testes podem ser incluídos para auxiliar o diagnóstico. Como esta doença está ligada a diversas complicações dos sistemas, é importante uma abordagem multidisciplinar na avaliação e tratamento.
Os profissionais que atendem este tipo de criança devem dispor de várias técnicas e recursos com objetivos de melhorar a espasticidade, eliminar os fatores agravantes, reabilitar através do uso de órteses, farmacoterapia, cirurgias ortopédicas e neurocirurgia.

## Tratamento
O tratamento visa controlar as crises convulsivas, as complicações decorrentes das lesões e a prevenção de outras doenças, contraturas ou problemas.
O tratamento medicamentoso baseia-se no uso de anticonvulsivantes e psiquiátricos, quando necessários para obter controle dos distúrbios afetivos-emocionais e da agitação psicomotora.
O tratamento cirúrgico envolve cirurgias ortopédicas para corrigir deformidades e estabilizar a articulação, além de preservar a função e aliviar a dor.
A terapia ocupacional é geralmente indicada, visto que estes apresentam dificuldades em níveis variados na realização de suas atividades de vida diária, como alimentação, banho, vestuário, higiene pessoal, mobilidade e transferências. O terapeuta ocupacional trabalha com a rotina do indivíduo e o auxilia a desempenhar suas atividades de maneira autônoma e independente, buscando o melhor nível de desempenho em todas suas atividades, incluindo autocuidado, lazer, trabalho, participação social e educação.
A fisioterapia tem por objetivo inibir a atividade reflexa anormal normalizando o tônus muscular e facilitar o movimento normal, consequentemente melhorando a força, flexibilidade, amplitude de movimento (ADM), e as capacidades motoras básicas para a mobilidade funcional. As metas de um programa de reabilitação são reduzir a incapacidade, prevenir contraturas e deformidades e otimizar a função. Os alongamentos músculo-tendinosos devem ser lentos e realizados diariamente para manter a amplitude de movimento e reduzir o tônus muscular. Exercícios de grande resistência podem auxiliar no fortalecimento muscular, mas com as devidas precauções em pacientes com lesões centrais, pois reforçarão as reações tônicas anormais já existentes aumentando a espasticidade.
Há quatro categorias de intervenção, as quais devem apresentar uma combinação para suprir todos os aspectos das disfunções dos movimentos nas crianças com paralisia cerebral:
1. Enfoque biomecânico;
2. Enfoque neurofisiológico;
3. Enfoque do desenvolvimento; e
4. Enfoque sensorial.

O enfoque biomecânico utiliza-se dos princípios da cinética e cinemática para dos movimentos humano, com movimento, resistência e as forças necessárias para melhorar as atividades de vida diária.
O neurofisiológico e do desenvolvimento sendo assim chamado de neuroevolutivo. Inclui uma combinação de técnicas neurofisiológicas e do conhecimento da sequência do desenvolvimento, como se observa no tratamento de Rood, de Brunnstrom, na facilitação neuromuscular proprioceptiva (Kabat) e no tratamento neuroevolutivo Bobath.
As técnicas de tratamento sensorial promovem experiências sensoriais apropriadas e variadas (Tátil, proprioceptiva, cinestésica, visual, auditiva, gustativa, etc.) para as crianças com espasticidade facilitando assim uma aferência motora apropriada.
O acompanhamento psicológico familiar é importante, pois ajuda os pais a entenderem melhor, auxiliar no atendimento e prevenir complicações.
Deve-se reconhecer quando as deficiências são muito graves, sendo desnecessário a utilização de recursos caros e demorados que geram ansiedade e expectativa da família, sem alterar o quadro clínico do paciente.

## Prognóstico
O prognóstico da encefalopatia crônica não progressiva (paralisia cerebral) depende do grau das lesões dos sistemas e da disponibilidade e qualidade da reabilitação. Porém, mesmo nos casos de bom prognóstico existem 3 fatores de grande relevância no desenvolvimento da criança: o grau de deficiência mental, o número de crises epilépticas e a intensidade do distúrbio de comportamento. Crianças com deficiência mental moderada ou grave, associadas a crises epilépticas de difícil controle ou com atitudes negativistas ou agressivas, não respondem bem a reabilitação.

## Epidemiologia
A incidência ocorre de forma moderada a severa entre 1,5 e 2,5 por 1000 nascidos vivos em países desenvolvidos; porém também há registros de 7:1000. Em Inglaterra estuda-se que a incidência ocorre em cerca de 1,5/1000, já no Brasil os estudos não foram capazes de especificar a proporção de incidência, suspeitando apenas de que seja alta.